# 佐藤宣践
佐藤 宣践（さとう のぶゆき、1944年1月12日 - ）は、日本の柔道家。北海道函館市出身。2012年、九段に昇段。東海大学名誉教授、2016年4月より桐蔭横浜大学第三代学長。身長178cm、体重88kg。

## 人物
東京教育大学卒業後、博報堂に入社。1967年の世界選手権の軽重量級で優勝。その後も1969年無差別級で3位、1971年軽重量級で2位、1973年軽重量級で優勝と安定した成績を挙げた。全日本選手権においても90kg前後の体格ながら1967年と1971年に準優勝、1974年優勝と好成績を残す。またサンボも経験しており、1972年のヨーロッパ選手権では優勝を成し遂げている。
現役時代は左組からの体落、大内刈を得意とした。特に寝技を得意としたことから「マムシの佐藤」の異名をとった。
引退後は全柔連やIJFで理事を歴任し、IJF教育委員会委員長として1995年のIJF技名称制定などの柔道教育に尽力する傍ら東海大学の教員を務め、山下泰裕・柏崎克彦・井上康生など10名以上の世界チャンピオンを輩出している。2007年にはアジア柔道連盟会長選に立候補するも、投票でクウェートのオベイド・アル・アンジ（Obaid Al-Amzi）に敗れ落選。
2009年3月に東海大学体育学部を退任し、以降は同大スポーツ教育振興本部の本部長を務める。2012年4月28日には講道館創立130周年記念式典にて九段に昇段し、赤帯を許された。

## 来歴
- 北海道函館中部高等学校卒業。
- 東京教育大学卒業。
- 1997年 - 3期目の任期満了に伴い国際柔道連盟教育理事を勇退[1]。
- 2007年 - アジア柔道連盟会長選に立候補、投票でクウェートのオベイド・アル・アンジ（Obaid Al-Amzi）に敗れ落選。
- 2009年3月 - 東海大学体育学部教授退任。
- 2009年4月 - スポーツ教育振興本部本部長就任。
- 2016年4月 - 桐蔭横浜大学第三代学長に就任。
- 2021年11月 - 瑞宝中綬章受章[3][4][5]

## 共著書
- 『柔道大事典』（共著者／嘉納行光・川村禎三・中村良三・醍醐敏郎・竹内善徳）1999年11月　アテネ書房　ISBN 4871522059